# 大麻线胡同
39°55′18″N 116°21′49″E / 39.9215518°N 116.3636194°E
大麻线胡同，是位于中國北京市西城区中部的一条胡同。现已拓宽为道路。

## 简介
大麻线胡同为东西走向，东到太平桥大街，西到锦什坊街，与王府仓胡同相接。全长133米，平均宽4米。明朝称麻线胡同。清朝析分为两条胡同，该胡同在南，因为规模较大，所以称大麻线胡同。1990年代至2000年代，该胡同被拓宽为道路。